# Гутатли
Гутатли (цез. ГутIолI) — село в Цунтинском районе Дагестана. Входит в состав Кидеринского сельсовета.

## География
Село находится на берегу реки Кидеро, на расстоянии 1 км к северо-западу от села Цунта, административного центра района.

## Население
| 1869 | 1888 | 1895 | 1926 | 1939 | 1970 | 1989 |
| ---- | ---- | ---- | ---- | ---- | ---- | ---- |
| 117  | ↗164 | ↗194 | ↘132 | ↗221 | ↘196 | ↗202 |
| 2002 | 2010 | 2021 |      |      |      |      |
| ↗276 | ↗365 | ↘297 |      |      |      |      |

### Национальный состав
По данным Всероссийской переписи населения 2010 года — моноэтническое дидойское село.